# Global Wind Energy Council
Le Global Wind Energy Council (GWEC) est une association internationale à but commercial créée en 2005 pour fournir un espace d'échange crédible et représentatif pour l’ensemble du secteur de l’énergie éolienne au niveau international. La mission du GWEC est de veiller à ce que l'énergie éolienne soit établie comme l'une des principales sources d'énergie au monde, offrant des avantages environnementaux et économiques substantiels.

## Historique
Le Conseil mondial de l'énergie éolienne est créé en 2005 pour représenter l'industrie de l'énergie éolienne. Parmi ses membres fondateurs figure l'American Wind Energy Association.